# Matériel roulant de la CGVFIL
Liste du matériel roulant de la Compagnie générale de voies ferrées d'intérêt local (CGVFIL).

## Automotrices

### Autorails
| Illustration | Modèle ou type     | N/O* | Nombre | Numéros          | En service provenance si occasion | Hors service destination | Remarques |
| ------------ | ------------------ | ---- | ------ | ---------------- | --------------------------------- | ------------------------ | --------- |
|              | Billard A 50 D     | N    | 3      | 1-3              | 1932                              |                          |           |
|              | Billard A 50 DL    | N    | 3      | 10-12            | 1933                              |                          |           |
|              | Billard A 80 D1    | O    | 2      | 608, 610         | 1949 ou 1950 CFD Dordogne         | 1955 TC                  |           |
|              | Billard A 80 D2    | O    | 1      | 704              | 1951 ex. TV                       | 1955                     |           |
|              | Billard A 150 D6   | O    | 2      | CGL 26-CGL 27    | 1951 ou 1952 TIV                  | 1955 SACFS (Tarn)        |           |
|              | Renault SCEMIA RS1 | N    | 1      | 11               | 1924                              |                          |           |
|              | Type 401           | N    | 4      | 401-402, 411-412 | 1936                              | 1959                     |           |

* neuf ou d'occasion.

## Locomotives

### Locomotives diesel
| Illustration | Modèle ou type                                      | Nombre | Numéros | En service | Hors service | Remarques |
| ------------ | --------------------------------------------------- | ------ | ------- | ---------- | ------------ | --------- |
|              | Ateliers CGVFIL de Lumbres en 1948                  | 1      | 301     | 1948       |              |           |
|              | Type 650-652 CFD occasion                           | 3      | 650-652 | 1949       |              |           |
|              | Ateliers CGVFIL de Lumbres en 1951[réf. nécessaire] | 2      | 351-352 |            |              |           |

### Locomotives à vapeur
| Illustration | Modèle ou type           | Nombre | Numéros | En service | Hors service | Remarques |
| ------------ | ------------------------ | ------ | ------- | ---------- | ------------ | --------- |
|              | SACM 1Ct (130T) occasion | 4      | 1, 4-6  | 1932       |              |           |

## Remorques
| Illustration | Modèle ou type  | N/O* | Nombre | Numéros            | En service provenance si occasion | Hors service destination | Remarques |
| ------------ | --------------- | ---- | ------ | ------------------ | --------------------------------- | ------------------------ | --------- |
|              | Billard A 80 D1 | O    | 1      | Ra606              | 1949 ou 1950 CFD Dordogne         | 1955 TC                  |           |
|              | Billard R 210   | O    | 3      | CGL Ra20-CGL Ra 22 | 1951 ou 1952 TIV                  | 1955 SACFS (Tarn)        |           |

* neuf ou d'occasion.

### Monographies
- (en) Martin Farebrother et Joan Farebrother, Tortillards of Artois : The metre gauge railways and tramways of the western Pas-de-Calais, The Oakwood Press, 2008, 336 p. (ISBN 9780853616795)